# Amiot 143
Amiot 143 byl francouzský střední bombardér druhé poloviny 30. let 20. století, který byl navržen dle specifikací francouzské vlády z roku 1928 na bombardér schopný denního i nočního bombardování, průzkumu na velké vzdálenosti a doprovodu bombardérů. Letoun se zapojil do bojů na počátku 2. světové války.

## Vývoj a popis
V roce 1928 vydalo francouzské ministerstvo letectví specifikace na nový čtyřmístný bojový letoun. Tento vícemístný stroj měl sloužit jako bombardér, průzkumný letoun a jako doprovodný letoun na dlouhé vzdálenosti. Letoun byl řazen do kategorie Multiplace de Combat (vícemístný bojový letoun). Amiot obdržel objednávku na dodání dvou prototypů letounu Amiot 140, protikandidáty byly letouny Bleriot 137, Breguet 410 a SPCA 30.
Amiot 140 byl jednoplošný hornoplošník celokovové konstrukce s pevným zadním kolečkem. Pilot seděl v otevřeném kokpitu odděleně od otevřených střelišť na přídi a hřbetu letounu. Trup letounu, který byl tvořen duralovými přepážkami s podélníky a byl potažen hladkým duralovým plechem, měl obdélníkový průřez s velkou prosklenou gondolou připomínající gondolu vzducholodi nebo autobusu. Letoun byl podle této gondoly i přezdíván. Francouzští letci mu říkali „ĽAutobus Amiot“. Prosklená gondola pod přední částí trupu nesla bombometčíka/střelce a okna zajišťovala rozhled kolem celého letounu. Amiot plánoval, že letoun budou pohánět dva osmnáctiválcové kapalinou chlazené motory Lorraine-Dietrich 18 Orion s výkonem 515 kW (690 k), ale vývoj těchto motorů se nepodařilo dovést do konce. Proto byl první prototyp osazen náhradními dvanáctiválcovými vidlicovými motory Hispano-Suiza 12NBr s nižším výkonem a bez kompresoru. S těmito motory letoun vykonal svůj první let 12. dubna 1931. Druhý prototyp byl dokončen v únoru 1932, ale nebyly k dispozici ani motory Lorraine-Dietrichs ani přeplňované Hispano-Suiza, což znamenalo, že podle dostupných informací tento druhý prototyp nikdy nevzlétnul. Tento druhý prototyp byl vystaven jako statický exponát na leteckém veletrhu Salon de l’Aéronautique v roce 1930. Navzdory byla 23. prosince 1933 vystavena objednávka na dodání 40 strojů Amiot 140, poháněné tentokrát motory Lorraine 12Q s výkonem 662 kW (880 k).
Francouzské ministerstvo letectví mezitím upravilo své požadavky. Nyní požadovalo lepší výkony a vyšší kapacitu nesených bomb. Letoun byl zařazen do kategorie BCR (Bombardement, Combat, Renseignement) a byl tedy určen hlavně jako bombardér. Výrobce proto přepracoval své letadlo, aby se přiblížil těmto požadavkům a zároveň byly zapracovány změny související se zkušenostmi při testování prototypu Amiot 140. Gondola pod trupem byla zvětšena, což vedlo ke zlepšení manipulace se zbraněmi a umožnilo umístění pátého člena posádky, který působil jako radiooperátor. Místo otevřených střelišť na nose a hřbetu letounu byly na letoun umístěny ručně ovládané střelecké věžičky. Byl upraven i tvar i velikost ocasních ploch. Byly objednány dva prototypy, které se lišily použitými motory. První z nich označený Amiot 142 měl motory Hispano-Suiza 12Y a druhý označený Amiot 143 měl dvouhvězdicové čtrnáctiválcové vzduchem chlazené motory Gnome-Rhone 14K. První vzlétnul Amiot 143 a to 1. srpna 1934, zatímco Amiot 142 nelétal až do ledna 1935. Nakonec bylo rozhodnuto používat motory Hispano-Suiza pro stíhačky, proto byla vybrána verze Amiot 143. Objednávka na 40 letounů Amiot 140 byla změněna na letouny Amiot 143 (subverze Amiot 143-M4). Letouny této subverze nesly na křídlech palivové nádrže ve tvaru plochého bubnu, které byly odhoditelné za letu. Další nádrž byla v náběžné hraně křídla.
Amiot 143 (oficiálně značený Amiot 143-M) byl rovněž hornoplošník s pevným podvozkem jako letoun Amiot 140. Použité velkoplošné křídlo bylo i nadále velice tlusté a to natolik, že posádka měla za letu přístup k motorům průlezem uvnitř křídla mezi předním a středním nosníkem. Křídlo bylo příhradové konstrukce a byl potažen jemně zvlněným duralovým plechem. Letoun poháněly dva motory Grome-Rhône, přičemž vpravo byl montován motor verze 14 Kirs a vlevo motor 14 Krjs. Motory byly vybaveny kompresorem a poskytovaly ve výšce 4 200 m výkon 662 kW při 2 400 otáčkách za minutu. Vrtule byly kovové třílisté a byly manuálně nastavitelné v klidu na zemi.
Posádku letounu tvořili zpočátku 4 muži a později 5 mužů. Pilot však seděl v uzavřeném kokpitu v úrovni náběžné hrany křídla, dva střelci byli určeni k obraně letounu a navigátor/bombometčík seděl pod pilotem v prosklené gondole, přičemž mohl nouzově ovládat letoun místo pilota. Radiotelegrafista seděl v zadní části gondoly a u prvních letounů obsluhoval i dvojici kulometů Lewis ráže 7,7 mm. Střelecké věžičky na nose a hřbetu letounu obsahovaly po jednom kulometu Lewis. Po vyrobení prvních 40 letounů byl letoun přepracován. Letoun dostal delší nos (délka se zvětšila ze 17,94 m na 18,24 m), hřbetní střelecká věž byla posunuta o 0,9 m dopředu, byl zjednodušen systém palivových nádrží a kulomety Lewis byly vyměněny za jednohlavňové kulomety MAC 1934 ráže 7,5 mm, přičemž byl přidán čtvrtý kulomet, který obsluhoval navigátor/bombometčík a střílel dopředu dolů skrz poklop v podlaze gondoly. V té době již bylo jasné, že na bombardování za dne letoun nestačí a byl proto přeznačen na noční bombardér Amiot 143-BN5 (Bombardement de Nuit), přičemž výrobce je i nadále označoval Amiot 143-M5.
Dodávky takto upravených letounů byly zahájeny v dubnu 1935 a pokračovaly až do března 1938, přičemž bylo postaveno celkem 138 strojů.
Na základě dalších požadavků z roku 1933 byla navržena i vylepšená verze nazvaná Amiot 144, která kombinovala původní trup s podobným menším křídlem, měl zapuštěné hlavy nýtů, vztlakové klapky, nastavitelné vrtule a zatahovací podvozek. Nový letoun poprvé vzlétnul 18. ledna 1936. Byl postaven pouze jeden prototyp (Amiot 144-M5-01).

## Operační historie

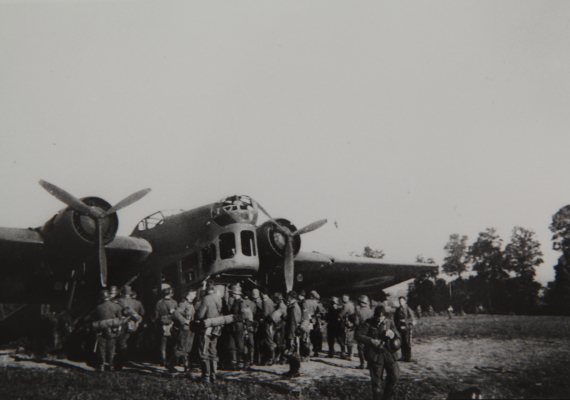
Amiot 143

Amiot 143-M vstoupil do služby v červenci 1935 a jeho dodávky pokračovaly i v letech 1936 a 1937. Poslední stroje byly dodány v březnu 1938, kdy však už byl letoun zcela zastaralý a začal být nahrazován modernějšími stroji, jako byly například letouny Bloch MB.131. Za hlavní slabiny tohoto stroje byla považována absence jakéhokoliv pancéřování a ochran palivových nádrží, stejně tak i nedostatečná obranná výzbroj. V průběhu roku 1939 francouzské velení uvažovalo o přemístění Amiotů 143 do Indočíny a Polska. Tyto plány nebyly uskutečněny.
Nicméně při vypuknutí 2. světové války bylo letouny Amiot 143 vybaveno ve Francii pět Groupe (perutí) a jedna africká Groupe. Těsně před vypuknutím války v září 1939 mělo francouzské letectvo k dispozici 126 letounů Amiot 143, z toho bylo 77 způsobilých operační služby.
Během tzv. „Podivné války“ letouny Amiot 143 podnikaly od 3. září 1939 průzkumné lety nad Německem, přičemž příležitostně shazovaly propagandistické letáky. K 10. květnu 1940, kdy po osmi měsících podivné války Německo zahájilo útok na Belgii, Nizozemsko, Lucembursko a Francii, zůstávalo ve službě v první linii 87 letounů Amiot 143. Po zahájení Bitvy o Francii byly tyto letouny hlavně používány pro noční útoky proti německým letištím, zásobovacím komunikacím, mostům, seřaďovacím nádražím v Porúří, Belgii i samotné Francii, přičemž si vedly překvapivě dobře a utrpěly relativně malé ztráty. Jednou z výrazných výjimek byl denní útok 10 Amiotů z GB I/34, II/34 a II/38 proti německému předmostí u Sedanu 14. května 1940. Navzdory stíhacímu doprovodu byly dva letouny sestřeleny a třetí nouzově přistál předtím, než se vrátil na základnu.
Do uzavření příměří například jen letci Groupement 9 a 10 (původně Escadre 34 a 38) svrhli 153 600 kg bomb při 197 bojových akcích a při ztrátě pouhých 5 strojů. 52 Amiotů 143 se poté nacházelo v neokupované zóně a dalších 25 ve francouzské severní Africe. Tyto letouny byly reorganizovány do GB I/38 a II/38. Tyto letouny zůstaly ve službě až do července 1941, kdy byly nahrazeny bombardéry LeO 451.
Některé letouny z GB II/38 sloužily v roli transportních letounů ve vichistické francouzské Sýrii. Tato Groupe později přešla na stranu Spojenců po jejich vylodění v severní Africe. Poslední Amiot 143 byl vyřazen ze služby v únoru 1944.
Existují zprávy, že několik Amiotů 143 bylo používáno Němci jako transportní letadla. V listopadu 1942, kdy Německo okupovalo i zbytek Francie, se ve Vichistické Francii nacházelo pouze 11 těchto letounů, z nichž pouze tři byly letuschopné.

## Varianty

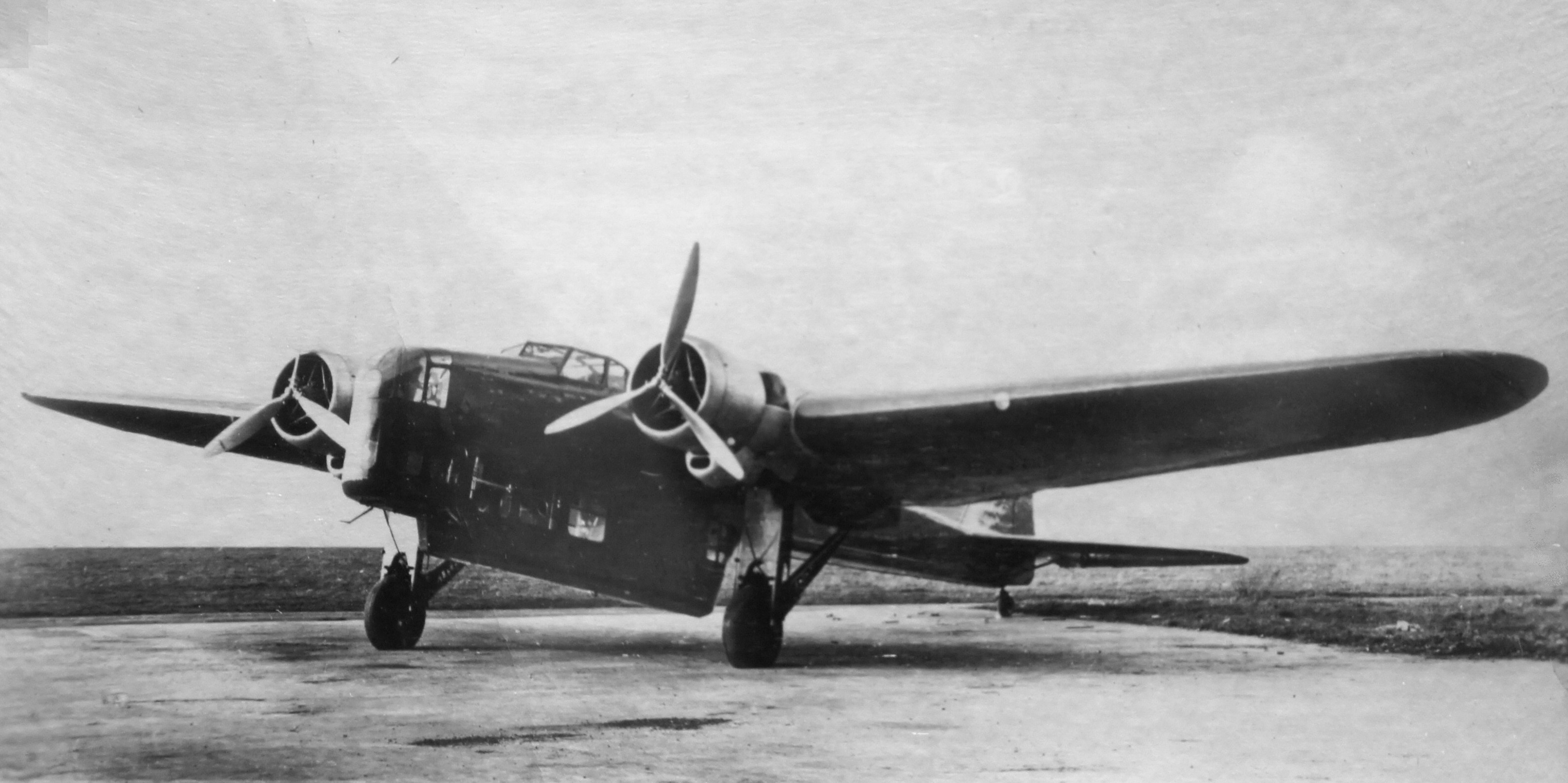
Amiot 144

Amiot 140
Dva prototypy s řadovými motory Hispano-Suiza 12Nbr, z nichž však létal pouze jeden. Bylo objednáno 40 letounů, ale objednávka byla změněna na verzi Amiot 143.
Amiot 141
Upravený návrh letounu. Nebyl postaven.
Amiot 142
Prototyp podstatně upravené verze s řadovými motory Hispano-Suiza 12Ybrs. Postaven 1 letoun.
Amiot 143
Výrobní varianta s hvězdicovými motory Gnome-Rhône 14Kirs / Gnome-Rhône 14Kjrs. Postaveno 138 strojů (včetně 40 strojů původně objednaných jako Amiot 140 a 25 strojů jako Amiot 144)
Amiot 144
Vylepšená verze s menší plochou křídel, přidány klapky, letoun měl zatahovací podvozek a neměl přední střeleckou věžičku. Postaven byl 1 stroj. Následně bylo objednáno 25 letounů, které však byly postaveny ve verzi Amiot 143.
Amiot 145
Amiot 144 s motory Hispano-Suiza 14AA. Nebyl postaven.
Amiot 146
Amiot 144 s motory Gnome-Rhône 18Lars. Nebyl postaven.
Amiot 147
Amiot 144 s motory Hispano-Suiza 12Ydrs / Hispano-Suiza 12Yfrs. Postaven jeden exemplář v roce 1936.
Amiot 150
Průzkumná a torpédová verze pro francouzské námořnictvo. Letoun měl o 10% větší plochu, klasický podvozek nebo plováky a byl poháněn hvězdicovými motory Gnome-Rhone. Postaven 1 prototyp.

## Specifikace (Amiot 143)
Technické údaje pocházejí z publikací „Letadla 1939–45: Stíhací a bombardovací letadla Francie a Polska“ a „Air Internacional 12/1988“.

### Technické údaje
- Posádka: 5 (pilot, navigátor/bombometčík, radiooperátor, 2× střelec)
- Rozpětí: 24,53 m
- Délka: 18,24 m (prvních 40 strojů 17,94 m)
- Výška: 5,68 m
- Nosná plocha: 100 m²
- Plošné zatížení: 103,6 kg/m²
- Prázdná hmotnost: 5 455 kg
- Max. vzletová hmotnost : 10 360 kg
- Pohonná jednotka: 2× hvězdicový motor Gnome et Rhône 14Kirs (vpravo) / Gnome-Rhône 14Kjrs (vlevo) Mistral Major
- Výkon pohonné jednotky: 900 k (662 kW)

### Výkony
- Maximální rychlost: 295 km/h ve výšce 3 400 m
- Dolet: 1 300 km (s nákladem pum), 1 995 km (prázdný)
- Dostup: 7 500 m
- Stoupání do 2 000 m: 6 min. 48 s

### Výzbroj
- 3× kulomet Lewis ráže 7,7 mm (jeden, v některých případech i dva kulomety v přední a hřbetní věžičce a jeden zdvojený kulomet v zadní části gondoly) – platí pro prvních 40 strojů.
- 4× kulomet MAC 1934 ráže 7,5 mm (po jednom v hřbetní a přední věžičce, jeden v zadní části gondoly a jeden v přední spodní části gondoly) – platí od 41. vyrobeného stroje výše.
- 800 kg pum (1×500 kg nebo 4×200 kg nebo 4×100 kg nebo 8×50 kg nebo 32×10 kg) v pumovnici, 800 kg pum na dvou párech venkovních závěsů pod křídlem (4×200 nebo 100 kg, resp. 24× osvětlovací puma 30 kg).

## Uživatelé
Chorvatsko
- Letectvo nezávislého státu Chorvatsko používalo jeden letoun.

 Francie
- Francouzské letectvo – používalo 138 letounů.

 Polsko
- Polské letecké síly ve Francii a Velké Británii

 Třetí říše
- Luftwaffe – používala několik ukořistěných letadel.

#### Podobná letadla
- Bristol Bombay
- Junkers Ju 86
- Heinkel 111B
- Martin B-10